# Viguieranthus alternans
Viguieranthus alternans là một loài thực vật có hoa trong họ Đậu. Loài này được (Benth.) Villiers miêu tả khoa học đầu tiên.